# München Marienplatz (przystanek kolejowy)
München Marienplatz – podziemny przystanek osobowy w Monachium, położony w ścisłym centrum miasta. W każdej godzinie korzysta z niego około 24 400 osób. Znajduje się tu również stacja metra otwarta 19 października 1971.